# 스티브 천
스티브 천(중국어: 陳士駿 천스쥔[*], 영어: Steve Chen, 1978년 8월 25일 ~)은 대만계 미국인 인터넷 기업가이다. 유튜브의 공동설립자 3명 중 한 명이다.

## 생애
대만 타이페이에서 태어났다. 8살 때 가족과 함께 미국으로 이민했다. 페이팔에서 일하며 만난 회사 동료 채드 헐리 및 자베드 카림과 함께 2005년 유튜브를 설립하고, CTO로 일했다. 2006년 10월 16일, 16억 5천만 달러(약 2조원) 에 구글에 유튜브를 매각했다. 2010년 구글을 떠나 아보스사를 설립하고 신규 서비스를 준비 중이다.
그는 온라인 잡지 플랫폼인 '아보스'를 설립했다가 5주 전, 스타트업인큐베이팅 팀인 구글벤처스의 사내기업가(EIR)로 합류하게 되었다.

## 같이 보기
- 자베드 카림
- 채드 헐리
- 대만계 미국인